# Betton-Bettonet
Betton-Bettonet is een gemeente in het Franse departement Savoie (regio Auvergne-Rhône-Alpes) en telt 203 inwoners (1999). De plaats maakt deel uit van het arrondissement Chambéry.

## Geografie
De oppervlakte van Betton-Bettonet bedraagt 3,4 km², de bevolkingsdichtheid is 59,7 inwoners per km².
De onderstaande kaart toont de ligging van Betton-Bettonet met de belangrijkste infrastructuur en aangrenzende gemeenten.

## Demografie
Onderstaande figuur toont het verloop van het inwonertal (bron: INSEE-tellingen).